# Джерах паша (квартал)
„Джерах паша“ (на турски: Cerrahpaşa) е квартал на Истанбул, разположен в градска околия Фатих. Общата му площ е 0,83 км2. Според данни на Адресната система за регистриране на населението (ABPRS) към 2024 г. населението на „Джерах паша“ е 7490 жители.